# 國術

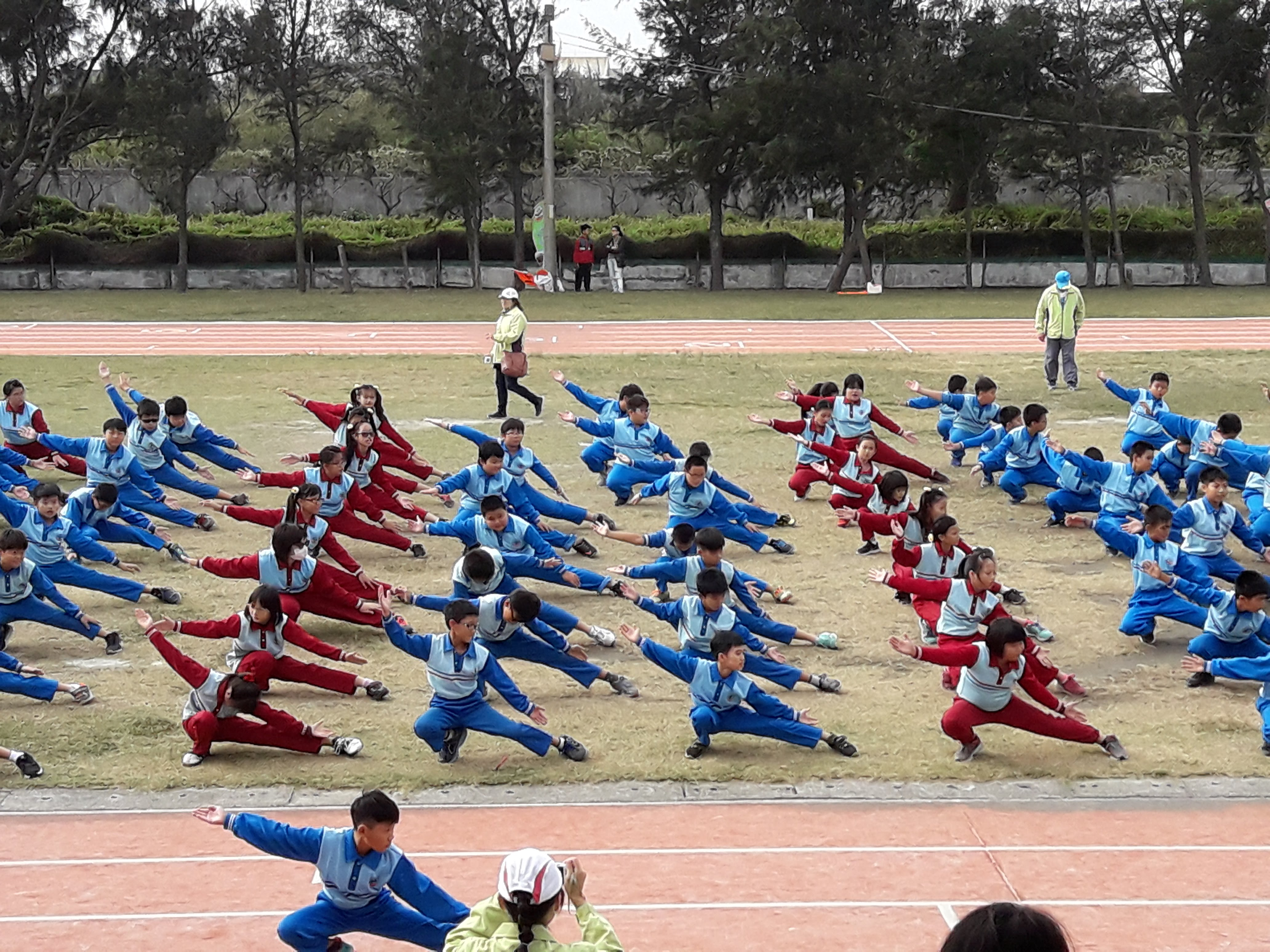
崙豐國小運動會時表演「國術操」的學生。

國術為中華民國所創建的詞，意即「中國武術」，為一種健身、強身、防身的體育運動，持別著重「術德并重內外兼修」，以「武德」、「武藝」、「技藝」、「遊藝」的傳統民俗體育運動，目前不僅成為全民運動重要之一環，也是國際體育競技的重點項目之一，為中華民國全民運動會的正規競賽項目，與武術運動有所差異。比賽項目主要分成套路與擂台賽兩種，前者為技能表演競賽；後者則為選手對打競賽。

## 比賽項目

### 套路(13項)
拳術（男子3項，女子3項）：
- 男子單練（不含太極拳）。
  - 南拳
  - 北拳
  - 內家拳
- 女子單練（不含太極拳）。
  - 南拳
  - 北拳
  - 內家拳

器械（男子3項，女子3項）：
- 男子長器械單練
- 男子短器械單練
- 男子雜器械
- 女子長器械單練
- 女子短器械單練
- 女子雜器械

對練（1項）
- 性別不限、拳術、長短器械不拘，採一對一[1]